# Boiling frog

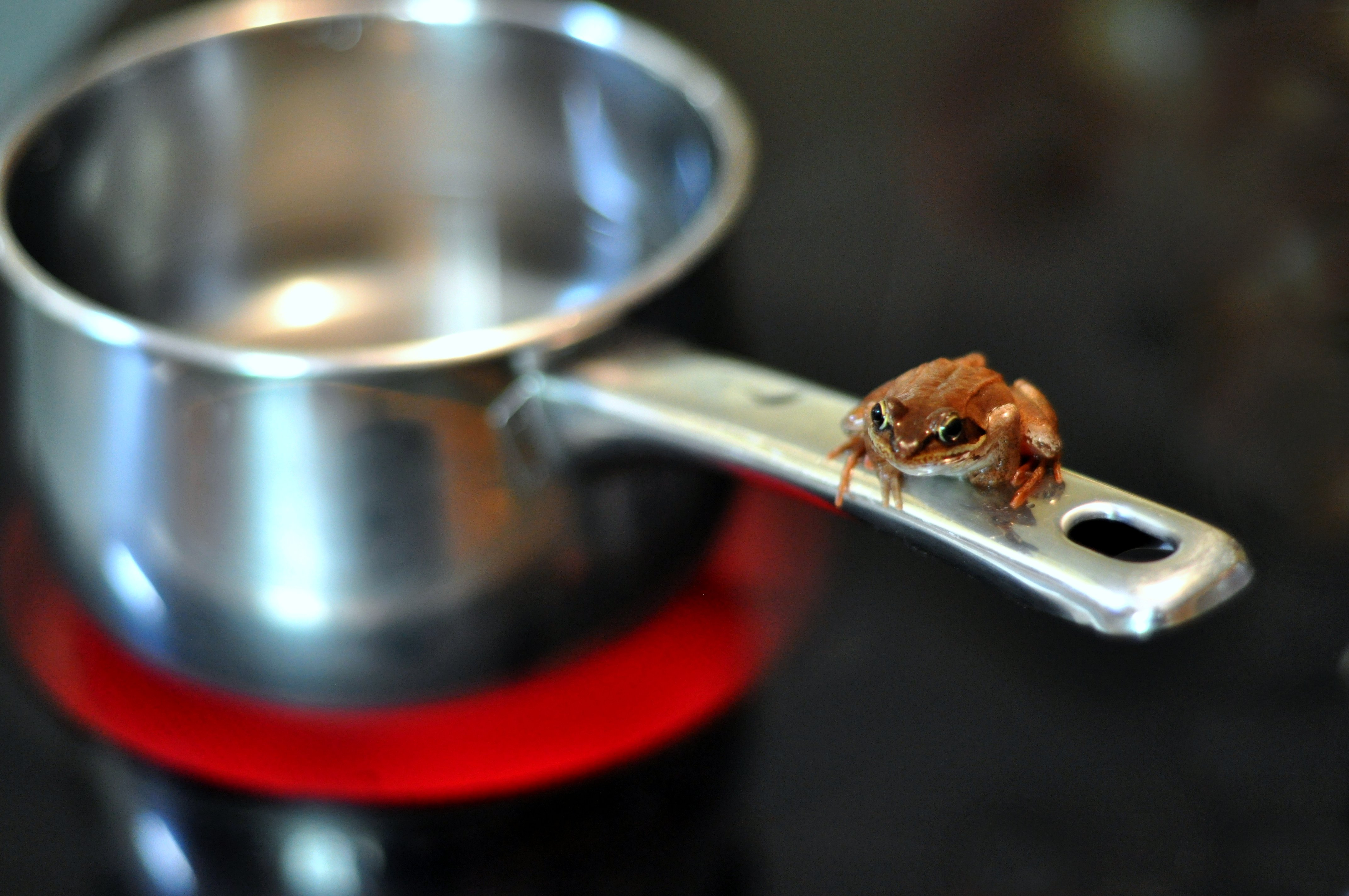

La Boiling frog (granota bullint) és una anècdota que descriu com una granota pot ser lentament bullida viva. La premissa és que si una granota es posa sobtadament en aigua bullent, saltarà de seguida, però si la granota es posa en aigua freda que després es porta a ebullició lentament, no percebrà el perill i serà cuinada fins a la mort. La història s'utilitza sovint com una metàfora de la incapacitat o manca de voluntat de les persones per reaccionar o estar al cas de les amenaces que sorgeixen gradualment.
Mentre que alguns experiments del segle xix van suggerir que la premissa subjacent és certa si l'escalfament és prou gradual, d'acord amb els biòlegs contemporanis la premissa és falsa: una granota que s'escalfa gradualment saltarà. De fet, la termoregulació mitjançant el canvi d'ubicació és una estratègia de supervivència fonamentalment necessària per a les granotes i altres ectoterms.